# Verdier (métier)
Pour les articles homonymes, voir Verdier.
Autrefois, officier des Eaux et Forêts qui avait sous sa garde et juridiction un certain territoire boisé. Le territoire placé sous la juridiction d'un verdier s'appelait une verderie.
Selon le Traité des Eaux et Forêts du sieur de Saint-Yon (1610), le mot verdier était synonyme (selon les régions) de gruyer, de segrayer, de concierge (d'une forêt), de sergent maître, de maître garde. Il avait pouvoir, juridiction et connaissance première des délits qui se commettaient ès forêts jusqu'à 60 sols.